# Alternochelata sikorai
Alternochelata sikorai är en kräftdjursart som beskrevs av Louis S. Kornicker 1983. Alternochelata sikorai ingår i släktet Alternochelata och familjen Rutidermatidae. Inga underarter finns listade i Catalogue of Life.